# Canteloup (Mancha)
Canteloup é uma comuna francesa na região administrativa da Normandia, no departamento da Mancha. Estende-se por uma área de 4,28 km². Em 2010 a comuna tinha 216 habitantes (densidade: 50,5 hab./km²).